# Red Callender

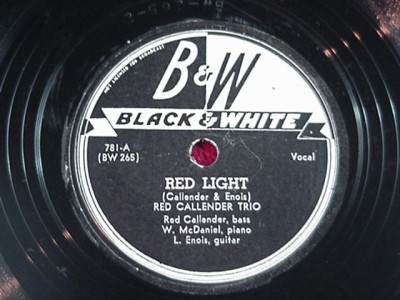
78-obrotowa płyta Tria „Reda” Callendera
z lat 40.

George Sylvester Callender, ps. „Red” (ur. 6 marca 1916 w Haynesville w stanie Wirginia, zm. 8 marca 1992 w Saugus w Kalifornii) – amerykański kontrabasista i tubista jazzowy, kompozytor i nauczyciel jazzu.

## Życiorys
Kiedy miał trzy lata, jego rodzice przeprowadzili się do Atlantic City. Już w wieku dwunastu lat zaczął grać zawodowo. Przez pięć lat uczył się gry na tubie, kontrabasie, trąbce oraz podstaw harmonii. Po ukończeniu szkoły średniej w 1932 przeniósł się do Nowego Jorku, gdzie grał m.in. w orkiestrze rewii „The Brownskin Models”. W 1936 przyjechał wraz z nią na występy do Los Angeles i już tam pozostał. Grywał w lokalnych zespołach, a w 1937 zadebiutował jako muzyk sesyjny podczas nagrań płytowych Louisa Armstronga utworów On a Sunny Side of the Street i Once in a While. Udzielał również lekcji gry na kontrabasie. W 1939 jego uczniem był m.in. Charles Mingus, który płacił mu $2 za godzinę. Na początku lat 40. był stałym członkiem studyjnej orkiestry Lestera Younga. W 1944 wystąpił w inauguracyjnym koncercie Jazz at the Philharmonic Normana Granza, uczestnicząc w tym przedsięwzięciu do końca jego istnienia. Założył także własne trio, a potem sekstet, w którym grał m.in. Harry „Sweets” Edison. Przez pewien czas występował w trzyosobowym składzie na Hawajach, by w 1945 powrócić do Los Angeles. W tym czasie nagrywał z takimi artystami jak Nat „King” Cole, Boyd Raeburn, Dinah Washington, Erroll Garner, Charlie Parker i Dexter Gordon. Był drugim czarnym muzykiem (pierwszym był saksofonista Buddy Collette), który otrzymał stały angaż do orkiestry występującej w programie telewizyjnym „The Life of Riley”. Do 1956 wziął udział w nagraniu ponad 5000 utworów, zyskując renomę najbardziej „wziętego” kontrabasisty studyjnego, zrzeszonego w Zawodowym Związku Muzyków Los Angeles. Nagrane w latach 1955–1956 płyty z Artem Tatumem należą do jego najwybitniejszych dokonań instrumentalnych jako kontrabasisty.
Callender był również utalentowanym kompozytorem. Jego utwór Pastel, nagrany przez Errolla Garnera, stał się bestsellerem. Natomiast utwór Primrose Lane ze słowami Wayne’a Shanklina i w wykonaniu piosenkarza country, Jerry’ego Wallace’a, trafił w 1959 do pierwszej dziesiątki listy przebojów słynnego tygodnika muzycznego „Billboard”.
Do końca życia był aktywnym muzykiem zarówno nagraniowym, jak koncertującym. W drugiej połowie lat 80. regularnie występował w zespole Jeannie i Jimmy’ego Cheathamów – The Sweet Baby Blues Band. Cały czas również udzielał się jako nauczyciel jazzu. W 1986 opublikował autobiograficzną książkę, napisaną przy współudziale Elaine Cohen, pt. Unfinished Dream • The Musical World of Red Callender.

## Tuba
Callender był jednym z pionierów nowoczesnego sposobu jazzowej gry na tubie. Za sprawą wydanego w 1956 albumu Speak Low przedstawił nowatorskie wykorzystanie tuby jako jazzowego instrumentu solowego. W późniejszch latach nagrał wiele wirtuozowskich partii na tym instrumencie. W latach 80. grał w awangardowym kwintecie instrumentów dętych flecisty i kompozytora, Jamesa Newtona.

## Ciekawostka
Był jedynym muzykiem, który odrzucił propozycję Duke’a Ellingtona oraz Louisa Armstronga koncertowych występów w ich zespołach.

## Dyskografia
Jako lider
- 1956 Speak Low (Crown Records)
- 1956 Swingin’ Suite (Modern)
- 1958 The Lowest (MetroJazz Records)
- 1961 Selling Boats & All That Jazz! – Red Callender • Buddy Collette • Gerald Wilson • Earl Palmer (płyta promocyjna Glasspar Boat Company)
- 1973 Basin Street Brass (Legend)
- 1984 Night Mist Blues (Hemisphere)

Z Lesterem Youngiem
- 1942 The Complete Aladdin Recordings (101 Distribution)

Z Artem Tatumem
- 1956/1991 Art Tatum • Red Callender • Jo Jones (Pablo)
- 1975 Art Tatum • Buddy De Franco • Red Callender • Bill Douglas (Pablo)
- 1991 The Tatum Group Masterpieces, Vol. 8 – Art Tatum • Ben Webster • Red Callender • Bill Douglas (Pablo)

Z The Satchmo Legacy Band
- 1993 Salute to Pops – Vol. 1 (Soul Note Records)